# Mina Loy

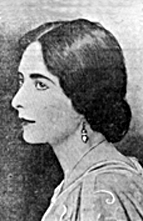
Mina Loy, 1917

Mina Loy (geboren als Mina Gertrude Löwy am 27. Dezember 1882 in London; gestorben am 25. September 1966 in Aspen, Colorado) war eine amerikanische Künstlerin, Dichterin, Futuristin, Schauspielerin und Lampendesignerin. Ihre Gedichte wurden von T. S. Eliot, Ezra Pound und William Carlos Williams gelobt.

## Leben und Werk

### Frühe Jahre
Mina Löwy war die Tochter eines österreich-ungarischen Vaters und einer englischen Mutter. Nach dem Verlassen der Schule begann sie Kunst zu studieren, zunächst ab 1899 für zwei Jahre an der Akademie der Bildenden Künste in München und 1901/02 in London, wo der Maler Augustus John ihr Lehrer wurde. Zusammen mit Stephen Haweis (1878–1969) zog es sie weiter nach Paris, wo beide an der Académie Colarossi studierten. Das Paar heiratete am 31. Dezember 1903, woraufhin Mina ihren Nachnamen in Loy änderte.

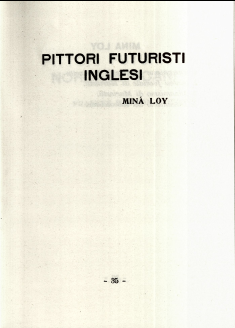
Ausstellungsbeteiligung 1914 in Rom

Loy wurde bald Stammgast in Gertrude Steins Salon, wo sie auf viele der führenden Avantgarde-Künstler und Schriftsteller traf. Sie entwickelte eine lebenslange Freundschaft zu Stein. Im Jahr 1905 zogen Loy und Haweis nach Florenz, wo sie zunehmend getrennte Wege gingen, bis die Ehe im Jahr 1913 schließlich auseinanderbrach. Loy schloss sich in dieser Zeit der dortigen Ausländergemeinschaft und den Futuristen an, mit deren Anführer Filippo Marinetti sie eine Beziehung einging. Sie begann damals mit dem, was später unter dem Namen Songs to Joannes bekannt wurde, einer modernistisch-avantgardistischen Liebespoesie. Sie begann ihre Gedichte in New Yorker Magazinen zu veröffentlichen. Sie wurde eine Schlüsselfigur in der Gruppe, die sich um die Zeitschrift Others formierte, zu der auch Man Ray, William Carlos Williams und Marianne Moore zählten.
1914 veröffentlichte sie ein Feminist Manifesto. Darin forderte sie eine „Re-Systematisierung der Frauenfrage“ und verlangte von den Frauen, sie sollten herausfinden, was sie seien: „So wie die Dinge jetzt liegen, habt ihr die Wahl zwischen Parasitentum, Prostitution und Negation.“

### Loy und Arthur Cravan
Sie ging 1916 nach New York, wo sie mit den Provincetown Players zu schauspielern begann. Sie wurde schnell Mitglied der Bohème von Greenwich Village. Hier traf sie den „Poeten-Boxer“ Arthur Cravan, einen selbsternannten Dadaisten und Wehrdienstverweigerer. Cravan floh nach Mexiko; nachdem Loys Scheidung von Haweis abgeschlossen war, folgte sie ihm, und beide heirateten 1918 in Mexiko-Stadt.
Beide lebten dort in Armut, wie sie Jahre später schrieb. Schließlich entschieden sie sich (oder waren dazu gezwungen), das Land zu verlassen. Cravan setzte Segel und verließ Mexiko in einer kleinen Yacht, während Loy am Strand stand. Er segelte über den Horizont und wurde niemals wieder gesehen. Die Erzählung dieses Verschwindens ist stark anekdotisch, wie Loys Biografin Carolyn Burke es erzählt.

### Rückkehr nach Europa
Loy ging nach Europa zurück, zum Teil um Cravan zu suchen. Sie war nicht dazu in der Lage, seinen Tod zu akzeptieren. 1920 zog sie wieder nach New York, immer noch auf der Suche. Sie kehrte hier zu ihrem alten Leben in Greenwich Village zurück, widmete sich wieder der Schauspielerei und tauschte sich mit ihren Dichterkollegen aus. 1923 ging sie erneut nach Paris und startete mit Unterstützung von Peggy Guggenheim eine Firma, die Lampenschirme entwarf und herstellte, ebenso Kunstobjekte aus Glas, Papierschnitte und gemalte Blumenarrangements. Im selben Jahr erschien ihr von Robert McAlmon verlegtes erstes Buch Lunar Baedecker. Sie belebte ihre alten Freundschaften mit Djuna Barnes und Gertrude Stein. Ab 1923 publizierte sie weiterhin ihre Gedichte und stellte ihre Bilder aus. In den 1930er Jahren verfasste Loy ihren einzigen Roman mit dem Titel Insel über den deutschen surrealistischen Maler Richard Oelze, der 1991 postum veröffentlicht wurde.
1936 in der Zeit des Nationalsozialismus verließ sie Europa.

### Spätere Jahre
In den nächsten zwanzig Jahren war Loy wieder in New York und lebte eine Zeit lang mit ihrer Tochter zusammen in Manhattan. Danach ging sie in die Bowery, wo sie ein Interesse für die dort ansässigen Alkoholiker und Obdachlosen (die sogenannten Bowery Bums) entwickelte und Gedichte über sie verfasste und Skulpturen (Objets trouvées) zu diesem Thema schuf. Danach ging sie nach Colorado, um bei ihren Töchtern zu leben. Im Jahr 1946 wurde sie amerikanische Staatsbürgerin. 1951 stellte sie ihre Skulpturen in New York aus. Ihr zweites Buch, Lunar Baedeker & Time Tables, erschien 1958. In Colorado führte sie ihre Arbeit als Dichterin und Müllskulptur-Künstlerin bis zu ihrem Tod im Alter von 83 Jahren fort. Sie erlag einer Lungenentzündung.

## Werke

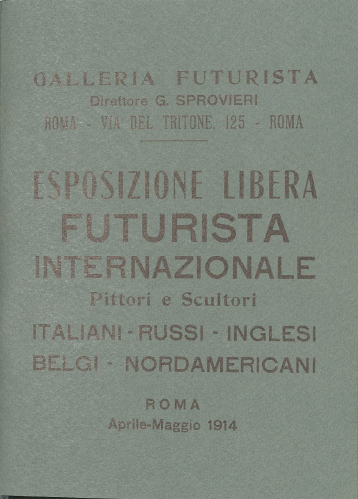
Mina Loy mit 4 Objekten vertreten

- Aphorisms on futurism, in: Camera work ; 45(1914), S. 13–15
- There is no life or death, in: Camera work ; 46(1914), S. 18
- The Lost Lunar Baedeker. Poems of Mina Loy. Herausgeber Roger L. Conover. Farrar, Straus and Giroux, New York 1997, ISBN 0-374-52507-2
- Stories and essays of Mina Loy. Herausgeberin Sara Crangle. Champaign : Dalkey Archive Press, 2011, ISBN 978-1-56478-630-2
- Insel. Herausgeberin und Nachwort Elizabeth Arnold. Einleitung Sarah Hayden. Brooklyn, NY : Melville House Publishing, 2014, ISBN 978-1-162-19353-3